# Natalija Verboten
Natalija Verboten, född 12 december 1976, är en slovensk sångerska. Hon har deltagit i EMA, Sloveniens uttagning till Eurovision Song Contest, år 1997, 2004 och 2006.

## EMA resultat
- 1997 med "Nekdo" och 12:e plats.[1]
- 2004 med "Cry on My Shoulders" och 4:e plats.[2]
- 2006 med "SOS" och 6:e plats.[3]

## Diskografi

### Album
- 1996 - Ko zaprem oči
- 1998 - Naj angeli te čuvajo
- 2000 - Sonce iz srca
- 2001 - Od jutra do noči
- 2003 - Na pol poti
- 2008 - Ko te zagrabi...